# Layla and Other Assorted Love Songs
Layla and Other Assorted Love Songs je debutové studiové album americké blues-rockové skupiny Derek and the Dominos, vydané v listopadu roku 1970.

## Seznam skladeb

### Strana 1
1. "I Looked Away" (Eric Clapton, Bobby Whitlock) – 3:05
2. "Bell Bottom Blues" (Clapton) – 5:02
3. "Keep on Growing" (Clapton, Whitlock) – 6:21
4. "Nobody Knows You When You're Down and Out" (Jimmy Cox) – 4:57

### Strana 2
1. "I Am Yours" (Clapton, Nezami) – 3:34
2. "Anyday" (Clapton, Whitlock) – 6:35
3. "Key to the Highway" (Charles Segar, Willie Broonzy) – 9:40

### Strana 3
1. "Tell the Truth" (Clapton, Whitlock) – 6:39
2. "Why Does Love Got to Be So Sad?" (Clapton, Whitlock) – 4:41
3. "Have You Ever Loved a Woman" (Billy Myles) – 6:52

### Strana 4
1. "Little Wing" (Jimi Hendrix) – 5:33
2. "It's Too Late" (Chuck Willis) – 3:47
3. "Layla" (Clapton, Jim Gordon) – 7:05
4. "Thorn Tree in the Garden" (Whitlock) – 2:53

## Sestava
- Eric Clapton - kytara, zpěv
- Bobby Whitlock - varhany, piáno, zpěv, kytara
- Jim Gordon - bicí, perkuse, piáno
- Carl Radle - baskytara, perkuse
- Duane Allman - kytara